# 宏池會
宏池会（日语：／ Kōchikai */?）又稱岸田派，是日本自由民主黨的其中一個中间偏右至右翼的自由保守主义派閥，是舊自由黨派系（保守本流）。末代会长为岸田文雄，期間接任自由民主黨总裁兼内阁总理大臣，其在派閥解散之前辭去會長職務。

## 概要
宏池会由池田勇人所創，其名稱是出自東漢的學者馬融所言：「棲遲乎昭明之觀，休息乎高光之榭，以臨乎宏池。」其實這是個雙關，宏即廣也，指池田勇人的故鄉廣島；池即池田。
除池田以外，共有大平正芳、鈴木善幸、宮澤喜一、岸田文雄共五位首相。由於多議員出身官僚，所以雖然政策能力強，卻不善應對政局，被日本社會稱為「公家集團」。
政策方面，歷史上沒有重大改變，在自民黨屬中間派，特別重視安保及日美關係，多為穩健鴿派。因小泉純一郎拜相以來傾向新自由主義，使得本派系再度團結。

## 沿革
派系演變：池田派→前尾派→大平派→鈴木派→宮澤派→加藤派→（二派閥分裂中）→古賀派→岸田派。派系於2000年11月因是否支持當時宏池會會長加藤紘一對森喜朗的倒閣運動（加藤之亂）而分裂。
- 加藤派→小里派→谷垣派
- 堀内派→丹羽・古賀派→古賀派

兩派系於2008年5月13日合二為一。

### 結成
1957年結成以池田勇人為中心的派系。當時，吉田茂派跟佐藤榮作派形成對立的派系。池田之下有後來於1973-76年擔任眾議院議長的前尾繁三郎、大平正芳、黑金泰美、鈴木善幸、宮澤喜一及小坂善太郎等官僚系統為中心的人材。由當時經濟學者下村治為派系訂立政策。跟其他早期派系不同，宏池會在池田以後沒有出現分裂。

### 大平派時代
宏池會在60年代由前尾繁三郎領導，及後和平交棒至大平正芳。大平派三個重要人物伊東正義、齊藤邦吉及佐佐木義武被當時稱為「大平派三羽烏」。大平跟打破來椎名裁定以來總裁及幹事長屬不同派系的慣例，委任齊藤邦吉為新任幹事長。結果大平―斎藤在1979年眾議院選舉中，大平派議員增加了50人。

### 鈴木派・宮澤派時代
大平在在任期間逝世，鈴木善幸成為宏池会代表（後成会長）及首相之位。派系內部出現了宮澤喜一及田中六助之間的鬥爭——一六戰爭。
鈴木首相退任後，中曾根康弘總裁向田中派傾倒，宏池會跟主流派有更大的分歧。在田中派有以擁立派系領袖二階堂進時，宏池會並沒有表態。這時候，田中六助因糖尿病惡化而離開政壇。派系亦由宮澤喜一禪任。
在1987年時，宮澤參選自民黨總裁，但「中曾根裁定」竹下派會長竹下登勝出。
宮澤喜一在輸掉眾議院選舉後辭職，但之前加藤紘一及河野洋平之間已就派系主導權出現了史稱「KK戰爭」的權力爭鬥。最後，河野脫離宏池會，由加藤繼承宏池會。派內反加藤議員成立了新派系大勇会（現時為為公會，即麻生派）。

### 加藤之亂與派閥的分裂
當2000年11月在野黨提出對森喜朗內閣不信任案時，加藤決定支持，但使其派系因此分裂成支持加藤及反對加藤的區別。然而兩個派系都用宏池會為派系名，結果出現一個名稱、兩個派系的怪例。
支持加藤的陣營方面，加藤在2年後因秘書被逮捕而辭任會長，由小里貞利繼任；在小里從政界引退後，在2005年9月26日由谷垣禎一出現會長。反對加藤的陣營方面，以堀內光雄、古賀誠等人為中心。
在宏池会分裂時（2000年11月－2008年5月）即產生下列兩個派系：
- 宏池会（谷垣派）
- 宏池会（古賀派）（日语：新財政研究会）

### 宏池会結集構想
2006年宏池會各分支開始出現「大宏池会構想」，9月谷垣跟麻生參選總裁選後，河野派、丹羽・古賀派及谷垣派之間幹部開始討論合併事宜。但在丹羽・古賀派內部，不少人支持安倍晉三。而其中柳澤伯夫更出任安倍陣營的選舉團隊隊長，後來獲委任為厚生勞動相。除了丹羽雄哉留任總務會長以外，更有4名成員入閣。而河野派的麻生太郎亦獲留任外相，以谷垣派則完全沒有重要職位。這令討論暫時停止。
2007年9月安倍辭職後，古賀派跟谷垣派很快就支持福田康夫，一下子令原先大熱的麻生太郎失去其他所有派系的支持，形成「麻生包圍網」。結果在近一年的福田政府內，古賀派及谷垣派各自有三人出任重要職位，而麻生則拒絕入閣，令其先為反主流派。這令古賀及麻生變得疏遠，總裁選舉令大宏池會合併變得十分困難。

### 古賀派與谷垣派再合併
針對支持福田康夫就任，加強了古賀與谷垣兩派的關係。2007年末成立排除麻生派的中宏池會。2008年5月，兩派完成合併，結束7年兩派共用「宏池會」名稱的場面。
2008年5月13日第169回國會召開時，宏池會決定由古賀誠出任會長、堀内光雄出任名譽會長、谷垣禎一出任發言人代表、逢澤一郎出任事務總長。2008年10月，合併後的宏池會成為黨內第三大派系，共有61人。
2009年眾議院總選舉後，宏池會所屬的眾議員減少了一半，僅剩25人。但因第一大派系清和政策研究會與第二大派系平成研究會相較於選舉前僅剩1/3議席，使宏池會成為眾議院最大派系，直至2012年眾議院總選舉自由民主黨重新執政為止。
2021年10月4日，宏池会会长岸田文雄出任日本首相，成为自1993年宫泽喜一下台后28年来首位宏池会出身的日本首相；2023年12月7日，因自民黨派閥涉及政治獻金的爭議而辭去會長職務。
2024年1月19日，日本首相岸田文雄決定解散宏池會，後於同月23日決議通過，其解散手續於9月2日正式完成。

## 解散前的組成

### 主要幹部
| 會長 | 座長   | 副會長 （衆議院） | 事務總長 | 事務總長代理                          | 最高顧問   |
| ---- | ------ | ----------------- | -------- | ------------------------------------- | ---------- |
| 從缺 | 林芳正 | 根本匠            | 根本匠   | 小野寺五典 平井卓也 松山政司 金子恭之 | 金子原二郎 |

宏池会合流後主要人物詳細介紹
- 會長 - 從缺（2023年12月岸田文雄辭去該職）
- 名譽會長 - 堀內光雄
- 發言人代表 - 谷垣禎一
- 發言人代表補佐- 實川幸夫、望月義夫、山本幸三
- 名譽顧問 - 丹羽雄哉
- 顧問 - 左藤惠（元眾議院議員、元郵政大臣、法務大臣、国土廳長官）、森田一（大平正芳女婿、元衆議院議員、元運輸大臣兼北海道開發廳長官）、真鍋賢二（前参議院議員、元環境廳長官）
- 會長代行 - 太田誠一
- 會長代行補佐 - 根本匠、宮澤洋一、林芳正
- 副會長 - 川崎二郎、柳澤伯夫、金子一義、園田博之、二田孝治、鈴木俊一、溝手顯正、市川一朗、加治屋義人
- 副會長補佐 - 岸田文雄、小野寺五典、近藤基彦、寺田稔、葉梨康弘、三ツ矢憲生、岸宏一、西島英利、水落敏榮
- 事務總長 - 逢澤一郎
- 事務總長代理、広報局長兼社会経済調査委員会会長 - 鹽崎恭久
- 事務總長補佐 - 今井宏、岩永峯一、遠藤利明、佐藤勉、竹本直一、西野陽、宮腰光寛
- 廣報局長代理 - 中谷元
- 廣報局長補佐 - 山本公一、北村誠吾、田中直紀
- 社會經濟調査委員会会長代理 - 村田吉隆
- 社會經濟調査委員会会長補佐 - 上川陽子、平井卓也、加納時男
- 派内選舉対策總局長 - 福井照
- 派内選舉対策總局長代理 - 小里泰弘
- 派内選舉対策總局長補佐 - 井澤京子、木原誠二、清水鴻一郎、土井真樹、萩原誠司、林潤、藤井勇治、盛山正仁
- 派閥離脱中役員特別補佐 - 原田令嗣、松山政司

### 眾議院議員
| 古賀誠 （10回、福岡7區）         | 谷垣禎一 （10回、京都5區）  | 川崎二郎 （8回、比例東海）  | 園田博之 （8回、熊本4區）  | 金子一義 （8回、岐阜4區）  |
| 逢澤一郎 （8回、岡山1區）        | 村田吉隆 （7回、比例中國）  | 中谷元 （7回、高知2區）     | 山本公一 （6回、愛媛4區）  | 岸田文雄 （6回、廣島1區）  |
| 西野陽 （6回、大阪13區）         | 竹本直一 （5回、比例近畿）  | 山本幸三 （5回、比例九州）  | 遠藤利明 （5回、比例東北） | 宮腰光寛 （5回、富山2區）  |
| 鹽崎恭久 （5回・參1回、愛媛1區） | 佐藤勉 （5回、比例北關東）  | 北村誠吾 （4回、比例九州）  | 福井照 （4回、高知1區）    | 平井卓也 （4回、比例四國） |
| 小野寺五典 （4回、宮城6區）      | 三ツ矢憲生 （3回、三重5區） | 小里泰弘 （2回、鹿兒島4區） | 徳田毅 （2回、鹿兒島2區）  |                            |

（計24名）

### 參議院議員
| 溝手顯正 （4回、広島縣） | 市川一朗 （3回、宮城縣） | 林芳正 （3回、山口縣）   | 加治屋義人 （2回、鹿兒島縣） | 加納時男 （2回、比例區） |
| 岸宏一 （2回、山形縣）   | 松山政司 （2回、福岡縣） | 西島英利 （1回、比例區） | 水落敏榮 （1回、比例區）     |                          |

（計9名）

## 備考
- 田中直紀參議員（參2回・眾3回、新潟縣）曾參與宏池会（古賀派）以及2008年宏池會的重新整合，與其妻田中真紀子參與無所屬・民主派黨團有別。但他在2008年9月以地緣問題提出離黨要求並在10月獲准。他在2009年8月跟妻子一起加入民主黨。

## 歴代会長
| 代 | 会長       | 派閥呼称                                        | 期間            |
| -- | ---------- | ----------------------------------------------- | --------------- |
| 1  | 池田勇人   | 池田派                                          | 1957年 - 1965年 |
| 2  | 前尾繁三郎 | 前尾派                                          | 1965年 - 1971年 |
| 3  | 大平正芳   | 大平派                                          | 1971年 - 1980年 |
| 4  | 鈴木善幸   | 鈴木派                                          | 1980年 - 1986年 |
| 5  | 宮澤喜一   | 宮澤派                                          | 1986年 - 1998年 |
| 6  | 加藤紘一   | 加藤派                                          | 1998年 - 2001年 |
| -  | 分裂※1     | 加藤派→小里派→谷垣派 堀内派→丹羽・古賀派→古賀派 | 2001年          |
| 7  | 堀内光雄   | 堀内派                                          | 2001年 - 2006年 |
| 8  | 古賀誠※2   | 古賀派                                          | 2006年 - 2012年 |
| 9  | 岸田文雄   | 岸田派                                          | 2012年 - 2023年 |
| -  | 空席※3     | 岸田派                                          | 2023年 - 2024年 |

※1 加藤之亂分裂為加藤派和堀內派

※2 谷垣派加入古賀派

※3 岸田辭去會長而從缺

※4 粗體字是有擔任首相或總裁的經驗者

※5 代數、期間參照宏池会公式HP （页面存档备份，存于）

## 歷代首相
- 池田勇人（1960年至1964年）
- 大平正芳（1978年至1980年）
- 鈴木善幸（1980年至1982年）
- 宮澤喜一（1991年至1993年）
- 岸田文雄（2021年至2024年）

## 歷代自民黨總裁
- 池田勇人（1960年至1964年）
- 大平正芳（1978年至1980年）
- 鈴木善幸（1980年至1982年）
- 宮澤喜一（1991年至1993年）
- 河野洋平（1993年至1995年）
- 谷垣禎一（2009年至2012年）
- 岸田文雄（2021年至2024年）

## 外部連結
1. 1 2  . NHKニュース. 2024-09-03  [2024-09-04] （日语）.
2. ↑  . 經濟日報. 2024-01-19  [2024-01-19]. （原始内容存档于2024-01-22） （中文）.

## 關連項目
- 自由民主黨
- 自由民主黨派閥
- 保守本流
- 保守左派
- 宏池会（古賀派）
- 宏池会（谷垣派）
- 大勇会（現為公会）